# NGC 3715
NGC 3715 is een spiraalvormig sterrenstelsel in het sterrenbeeld Beker. Het hemelobject werd op 27 maart 1786 ontdekt door de Duits-Britse astronoom William Herschel.

## Synoniemen
- MCG -2-29-41
- IRAS11290-1357
- PGC 35540